# Sing Me to Sleep
Sing Me to Sleep – czwarty singel norweskiego producenta muzycznego Alana Walkera wydany 3 czerwca 2016 roku.

## Lista utworów
- Digital download (3 czerwca 2016)[1]

1. „Sing Me to Sleep” – 3:09

- Digital download (3 czerwca 2016)[2]

1. „Sing Me to Sleep” – 3:09
2. „Sing Me to Sleep” (Instrumental) – 3:10

## Produkcja
Wokal został wykonany przez Iselin Solheim. Wersja Restrung została wykonana na żywo wspólnie z udziałem Angeliny Jordan podczas Alan Walker is Heading Home.

## Teledysk
Teledysk do utworu wyreżyserowany przez Rikkarda i Tobiasa Häggboma został opublikowany 2 czerwca 2016 roku. Teledysk został nakręcony w Hongkongu.

## Pozycje na listach i certyfikaty
| Państwo         | Lista (2016–2017)           | Najwyższa pozycja |
| --------------- | --------------------------- | ----------------- |
| Norwegia        | Top 40 Singles              | 1                 |
| Finlandia       | Top 20 Singles              | 4                 |
| Austria         | Singles Top 75              | 4                 |
| Węgry           | Single (track) Top 40 lista | 8                 |
| Szwecja         | Top 100 Singles             | 9                 |
| Niemcy          | Top 100 Singles             | 10                |
| Szwajcaria      | Singles Top 75              | 14                |
| Francja         | Top 200 Singles             | 51                |
| Wielka Brytania | Singles Top 200             | 95                |

| Państwo    | Certyfikat | Sprzedaż |
| ---------- | ---------- | -------- |
| Polska     | Diament    | [ a ]    |
| Norwegia   | 6×Platyna  |          |
| Szwecja    | 3×Platyna  | 120 000  |
| Szwajcaria | Platyna    | 20 000   |
| Austria    | Złoto      | 15 000   |
| Kanada     | Złoto      | 40 000   |
| Meksyk     | Złoto      | 30 000   |
| Niemcy     | Złoto      | 200 000  |
| Włochy     | Złoto      | 25 000   |